# Semgalisk (sprog)
Semgalisk er et uddødt østbaltisk sprog. Sproget blev talt i de nu nordlige dele af Litauen og i de nu sydlige dele af Letland (hovedsageligt i Semgallen). Man regner med at det uddøde i 1500-tallet som følge af lettisk assimilation. Man kender kun sproget fra henvisninger til det i dokumenter og tekster fra før det 1500-tallet. 